# Les 4 Vallées
Les 4 Vallées (Les Quatre Vallées) is een groot wintersportgebied in de Zwitserse Alpen, meer bepaald in het kanton Wallis (Valais). Het bestaat uit verschillende deelgebieden, waarvan Verbier, Veysonnaz, Nendaz en Thyon 2000 de bekendste zijn. Les 4 Vallées kan beschouwd worden als een van 's werelds grootste aaneengesloten wintersportgebieden.

## Geografie

### Ligging
Les 4 Vallées ligt in de Walliser Alpen in het Zwitserse kanton kanton Wallis (Valais), meer bepaald ten zuiden van de Rhônevallei. Het wintersportgebied ligt in de gemeenten Hérémence, Isérables, Nendaz, Riddes, Sion en Val de Bagnes. Het hoogste punt bevindt zich op 3.330 meter op de Mont Fort die bereikbaar is via een kabelbaan. Daar bevindt zich een uitkijkpunt vanwaar bij helder weer onder andere de Matterhorn, de Dufourspitze en de Mont Blanc zichtbaar zijn.

### Skidorpen
Het wintersportgebied omvat onder andere de dorpen Bruson (1.042 m), La Tzoumaz (1.508 m), Les Collons (1.800 m), Les Masses (1.515 m), Nendaz (1.400 m), Savoleyres (2.344 m), Siviez (1.730 m), Thyon 2000 (2.100 m), Verbier (1.500 m) en Veysonnaz (1.400 m). Verbier is veruit het bekendst en grootst en staat bekend als een luxueus dorp met vele dure hotels en restaurants.

### Wintersport
Om toegang te krijgen tot de skiliften moeten skiërs een skipas voor Les 4 Vallées of een van de deelgebieden op zak hebben. Er bestaan aparte skipassen voor Printse, Verbier en La Tzoumaz / Savoleyres. 
Het skigebied is weids, waardoor er prachtige (dag)tochten gemaakt kunnen worden. Dat compenseert voor de, vooral aan de oostkant van het gebied, soms verouderde liften. Het skigebied zet zich in de markt als een off-piste paradijs.

#### Liften in het skigebied

##### Bruson
| Bouwjaar | Naam                      | Nummer | Type                 | Producent  | Dalstation | Middelstation | Bergstation | Duur  | Opmerkingen |
| -------- | ------------------------- | ------ | -------------------- | ---------- | ---------- | ------------- | ----------- | ----- | ----------- |
| 2013     | Châble - Mayens de Bruson | 500    | 8p gondel            | Garaventa  | 826 m      |               | 1.649 m     | 7'00" |             |
| 2009     | Moay                      | 501    | 1p sleeplift         | Garaventa  | 1.549 m    |               | 1.731 m     | 4'30" |             |
| 2022     | Pasay                     | 502    | 6p stoeltjeslift S K | BMF        | 1.618 m    |               | 2.160 m     | 5'00" |             |
| 2020     | Grand-Tsai                | 503    | 1p sleeplift         | Doppelmayr | 2.030 m    |               | 2.228 m     | 4'30" |             |

##### Nendaz
| Bouwjaar | Naam                  | Nummer | Type                          | Producent  | Dalstation | Middelstation | Bergstation | Duur  | Opmerkingen                              |
| -------- | --------------------- | ------ | ----------------------------- | ---------- | ---------- | ------------- | ----------- | ----- | ---------------------------------------- |
| 1992     | Tracouet              | 50     | 12p gondel                    | Von Roll   | 1.387 m    |               | 2.199       | 8'00" | Staan of leunen.                         |
| 2009     | Alpage                | 54     | 1p sleeplift                  | Garaventa  | 1.895m     |               | 2.190 m     | 5'24" |                                          |
| 2005     | Dent                  | 55     | 1p sleeplift                  | Poma       | 2.200 m    |               | 2.293 m     | 3'00" |                                          |
| 1973     | Jean Pierre           | 56     | 1p sleeplift                  | Doppelmayr | 2.107 m    |               | 2.201 m     | 2'00" |                                          |
| 2024     | Prarion               | 57     | 6p stoeltjeslift S 10p gondel | Garaventa  | 1.837 m    |               | 2.201 m     | 4'20" | Om de zoveel stoeltjes volgt een gondel. |
| 2013     | Siviez                | 61     | 8p gondel                     | Garaventa  | 1.738 m    |               | 2.450 m     | 4'30" |                                          |
| 2019     | Prarion - Plan du Fou | 61     | 8p gondel                     | Garaventa  | 1.837 m    |               | 2.450 m     | 4'48" |                                          |
| 2005     | Combatseline          | 63     | 4p stoeltjeslift S            | Garaventa  | 1.730 m    |               | 2.240 m     | 5'30" |                                          |
| 1976     | Greppon Blanc 1       | 64     | 1p sleeplift                  | Von Roll   | 2.153 m    |               | 2.621 m     | 7'50" |                                          |
| 1976     | Greppon Blanc 2       | 64b    | 1p sleeplift                  | Doppelmayr | 2.153 m    |               | 2.593 m     | 7'30" |                                          |
| 1977     | Meina                 | 65     | 1p sleeplift                  | Von Roll   | 2.160 m    |               | 2.419 m     | 7'00" |                                          |
| 1982     | Greppon Blanc 3       | 66     | 2p stoeltjeslift L            | Von Roll   | 2.380 m    |               | 2.624 m     | 4'15" |                                          |
| 1988     | Tortin                | 71     | 4p stoeltjeslift S K          | Von Roll   | 1.738 m    | 2.048 m       | 2.049 m     | 9'30" |                                          |

##### Thyon
| Bouwjaar | Naam         | Nummer | Type                          | Producent    | Dalstation | Middelstation | Bergstation | Duur  | Opmerkingen                              |
| -------- | ------------ | ------ | ----------------------------- | ------------ | ---------- | ------------- | ----------- | ----- | ---------------------------------------- |
| 2013     | Les Masses   | 30     | 4p stoeltjeslift S            | Garaventa    | 1.513 m    |               | 1.947 m     | 3'58" |                                          |
| 1995     | Trabanta     | 31     | 4p stoeltjeslift S            | Poma         | 1.799 m    |               | 2.191 m     | 5'29" |                                          |
| 2023     | Matze        | 32     | 6p stoeltjeslift S 10p gondel | BMF          |            |               |             | 4'00" | Om de zoveel stoeltjes volgt een gondel. |
| 1989     | Theytaz 1    | 33     | 1p sleeplift                  | Von Roll     | 1.854 m    |               | 2.049 m     | 3'30" |                                          |
| 1966     | Joc          | 34     | 2p ankerlift                  | Willy Bühler | 1.849 m    |               | 2.140 m     | 5'30" |                                          |
| 2023     | Petit Vallon | 35     | 1p sleeplift                  | MND Ropeways | 1.848 m    |               | 1.917 m     | 3'00" |                                          |
| 1980     | Piccolo      | 36     | 1p sleeplift                  | Borer        | 2.070 m    |               | 2.124 m     | 1'50" |                                          |
| 1997     | Theytaz 2    | 37     | 1p sleeplift                  | Von Roll     | 1.930 m    |               | 2.210 m     | 6'00" |                                          |
| 2017     | Muraz        | 38     | 2p ankerlift                  | Garaventa    | 1.941 m    |               | 2.233 m     | 5'15" |                                          |
| 2008     | Ethérolla    | 39     | 4p stoeltjeslift S            | Garaventa    | 1.880 m    |               | 2.415 m     | 5'24" |                                          |

##### La Tzoumaz
| Bouwjaar | Naam               | Nummer | Type               | Producent  | Dalstation | Middelstation | Bergstation | Duur   | Opmerkingen |
| -------- | ------------------ | ------ | ------------------ | ---------- | ---------- | ------------- | ----------- | ------ | ----------- |
| 1970     | Verbier-Savoleyres | 200    | 4p gondel          | Giovanola  | 1.590 m    |               | 2.354 m     | 13'00" |             |
| 2007     | Tzoumaz-Savoleyres | 201    | 8p gondel          | Doppelmayr | 1.535 m    |               | 2.347 m     | 8'30"  |             |
| 1996     | Etablons           | 203    | 2p stoeltjeslift L | Garaventa  | 1.640 m    |               | 2.130 m     | 13'00" |             |
| 1996     | Taillay            | 204    | 4p stoeltjeslift S | Garaventa  | 1.909 m    |               | 2.258 m     | 6'00"  |             |
| 2002     | Nord               | 205    | 6p stoeltjeslift S | Leitner    | 2.026 m    |               | 2.343 m     | 4'44"  |             |
| 1965     | Tournelle          | 207    | 2p stoeltjeslift L | Städeli    | 2.000 m    |               | 2.354 m     | 7'04"  |             |
| 1979     | Sud                | 208    | 2p ankerlift       |            | 2.002 m    |               | 2.340 m     | 7'20"  |             |

##### Verbier
| Bouwjaar | Naam                       | Nummer | Type                         | Producent | Dalstation | Middelstation | Bergstation | Duur          | Opmerkingen                              |
| -------- | -------------------------- | ------ | ---------------------------- | --------- | ---------- | ------------- | ----------- | ------------- | ---------------------------------------- |
| 1981     | Tortin - Col des Gentianes | 1      | 125p kabelbaan               | Garaventa | 2.050 m    |               | 2.950 m     | 7'30"         |                                          |
| 1983     | Mont-Fort                  | 2      | 45p kabelbaan                | Garaventa | 2.897 m    |               | 3.307 m     | 4'12"         |                                          |
| 1986     | Jumbo                      | 3      | 150p kabelbaan               | Garaventa | 2.260 m    |               | 2.950 m     | 6'3"          |                                          |
| 2007     | Gentianes                  | 6      | 1p sleeplift                 | Garaventa | 2.815 m    |               | 2.903 m     | 3'15"         |                                          |
| 2001     | Châble - Verbier           | 100    | 4p gondel                    | Garaventa | 826 m      |               | 1.531 m     | 8'30"         |                                          |
| 2021     | Barnes Line                | 101    | 10p gondel                   | Garaventa | 1.534 m    |               | 2.200 m     | 4'20"         |                                          |
| 2001     | Médran 2                   | 102    | 4p gondel                    | Garaventa | 1.531m     |               | 2.197 m     | 6'20"         |                                          |
| 1994     | Funispace                  | 104    | 30p funitel                  | Garaventa | 2.201 m    |               | 2.733 m     | 6'00"         |                                          |
| 2017     | Mont Gelé                  | 106    | 45p kabelbaan                | Garaventa | 2.734 m    |               | 3.002 m     | 3'00"         |                                          |
| 2011     | Mayentzet                  | 107    | 6p stoeltjeslift S K         | Garaventa | 1.736 m    |               | 2.256 m     | 5'13"         |                                          |
| 2006     | Attelas                    | 112    | 6p stoeltjeslift S K         | Garaventa | 2.223 m    |               | 2.718 m     | 5'43"         |                                          |
| 2005     | Chaux Express              | 113    | 6p stoeltjeslift S 8p gondel | Leitner   | 2.206 m    | 2.482 m       | 2.265 m     | 3'15" + 2'45" | Om de zoveel stoeltjes volgt een gondel. |
| 2016     | Chaux 2 (Chaux-Col Brunet) | 114    | 6p stoeltjeslift S           | Garaventa | 2.269 m    |               | 2.485 m     | 4'24"         |                                          |
| 1999     | Lac des Vaux 1             | 116    | 4p stoeltjeslift S           | Leitner   | 2.546 m    |               | 2.728 m     | 2'13"         |                                          |
| 1988     | Lac des Vaux 2             | 118    | 3p stoeltjeslift L           | Städeli   | 2.546 m    |               | 2.740 m     | 4'45"         |                                          |
| 1998     | Chassoure                  | 119    | 8p gondel                    | Garaventa | 2.064 m    |               | 2.764 m     | 6'20"         |                                          |

##### Veysonnaz
| Bouwjaar | Naam            | Nummer | Type         | Producent    | Dalstation | Middelstation | Bergstation | Duur  | Opmerkingen |
| -------- | --------------- | ------ | ------------ | ------------ | ---------- | ------------- | ----------- | ----- | ----------- |
| 2005     | Veysonnaz       | 11     | 8p gondel    | Garaventa    | 1.370 m    |               | 2.142 m     | 8'13" |             |
| 2016     | Piste de l'Ours | 12     | 10p gondel   | Garaventa    | 1.475 m    | 1.811 m       | 2.126 m     | 5'25" |             |
| 2016     | Inalpe          | 15     | 1p sleeplift | Garaventa    | 2.028 m    |               | 2.117 m     | 3'00" |             |
| 1966     | Les Drus        | 16     | 2p ankerlift | Willy Bühler | 1.900 m    |               | 2.100 m     | 4'00" |             |
| 1972     | Cheminée        | 17     | 1p sleeplift | Willy Bühler | 2.150 m    |               | 2.450 m     | 5'20" |             |
| 1976     | Tsa             | 20     | 2p ankerlift | Von Roll     | 2.150 m    |               | 2.400 m     |       |             |
| 1976     | Les Chottes     | 21     | 2p ankerlift | Von Roll     | 2.100 m    |               | 2.600 m     | 5'40" |             |

### Evenementen
Jaarlijks worden er meerdere FIS-wedstrijden georganiseerd. Regelmatig worden er wereldbeker ski-cross gehouden. In het seizoen 2003/2004 vond de laatste wereldbeker alpineskiën plaats in Veysonnaz, op de Piste de l'Ours.

### Galerij

Panoramafoto vanaf de Mont Fort (3.330 m).

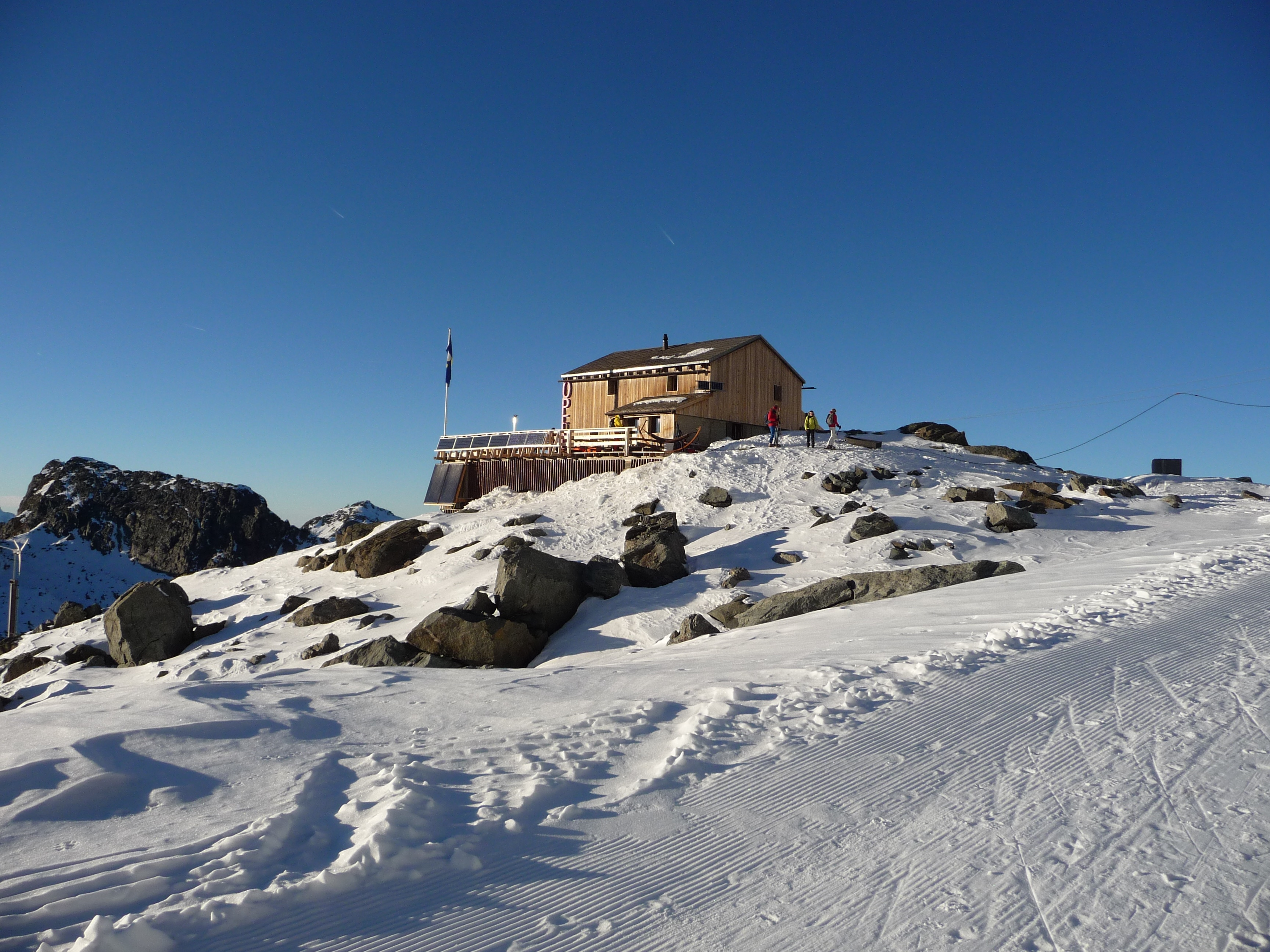
Boven Verbier
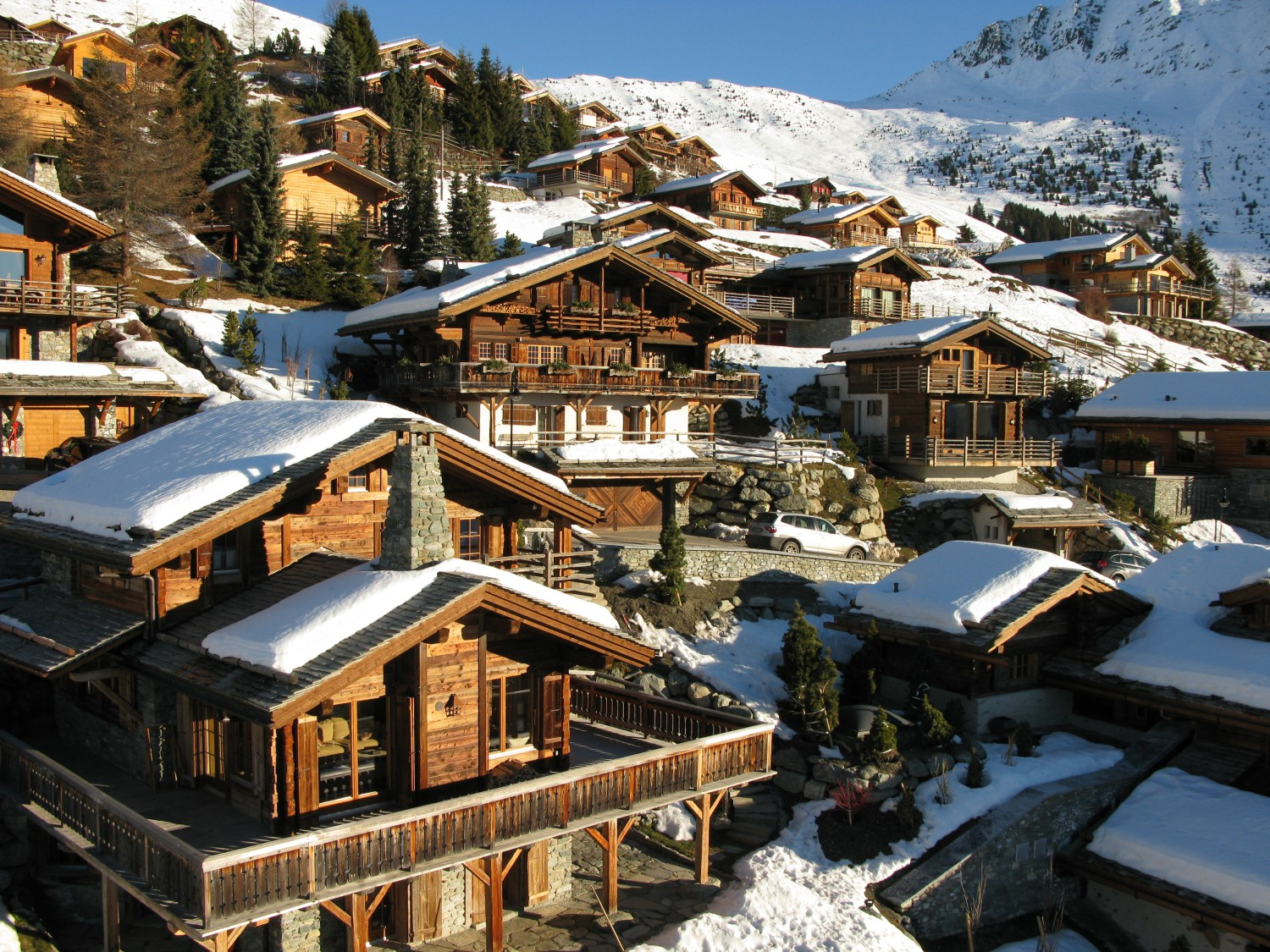
Chalets in Verbier